# Pterogonidium pulchellum
Pterogonidium pulchellum là một loài Rêu trong họ Sematophyllaceae. Loài này được (Hook.) Müll. Hal. miêu tả khoa học đầu tiên năm 1908.